# Clásicos del fútbol salvadoreño
Los Clásicos del fútbol salvadoreño son una tríada de encuentros de fútbol en la Primera División en El Salvador. 
Los mismos datan desde mediados del mediados del siglo XX, cada uno de dichos enfrentamientos de acuerdo al contexto propio de sus protagonistas les han convertido en los más seguidos por la afición salvadoreña con gran interés, en algunos casos incluso más allá de las fronteras nacionales.   
A continuación se reseñan las rivalidades históricas más destacadas del futbol salvadoreño. 

## Superclásico del fútbol salvadoreño
El superclásico nacional o también llamado Clásico de Copas es un partido en que se enfrentan los dos equipos más laureados en la historia del futbol salvadoreño, FAS y Águila.
La rivalidad entre ambos clubes comenzó a mediados del siglo XX, y desde finales de la década de 1980 se convirtió en la más popular, volviéndose así el encuentro que más expectativa genera dentro del país centroamericano.
Aunque es un clásico a nivel nacional, dado que entre los dos aglomeran aproximadamente al 75% de la población del país [cita requerida], esta rivalidad surge desde 1959 cuando los migueleños eran recién ascendidos en la Primera y al llegar a la final del torneo vencieron a conjunto "tigrillo" en una final a dos juegos, destronando a los santanecos del campeonato de forma inesperada.
En 2016 una encuesta publicada en la red social X por parte de periodistas deportivos del periódico El Diario de Hoy, en la que participaron 1061 tuiteros en 24 horas, considera que este sigue siendo el «auténtico clásico nacional» .

### Historial
- Actualizado al último partido jugado el 7 de mayo de 2025.

| Competencia      | PJ  | Águila | Empate | FAS | Goles de Águila | Goles de FAS |
| ---------------- | --- | ------ | ------ | --- | --------------- | ------------ |
| Primera División | 261 | 87     | 85     | 93  | 319             | 340          |
| Copa El Salvador | 2   | 2      | 0      | 0   | 3               | 0            |
| Total            | 263 | 89     | 85     | 93  | 322             | 340          |

## Clásico centro-occidental
También denominada como el "Clásico del Odio" es una rivalidad entre Alianza F.C. de San Salvador, y C.D. FAS de Santa Ana, el mismo se remonta oficialmente desde el año 1960, cuando ambos equipos comenzaron a competir en el fútbol salvadoreño volviéndolos rivales recurrentes. 
La pujanza en dicho enfrentamiento a largo de los años tuvo mayor auge desde inicio de los años 90 con varios partidos que resonaron fuerte entre sus aficionados (un 7-1 en la Temporada 1989-1990 a favor de los capitalinos) y además en instancias finales que  fueron modelando una cada vez mayor nivel de relevancia.
Para entrado el siglo XXI en sus primeras dos décadas ambos clubes protagonizaron cada vez encuentros en finales (5 en las mismas) todos ellos llenos de un roce particular, convirtiéndose así cada enfrentamiento en un verdadero espectáculo deportivo que crecía de forma continua. Esta rivalidad se ha alimentado de la competitividad entre los jugadores (donde han expresado que este es el partido con mayor "pique" entre compañeros de profesión en liga doméstica [cita requerida]), la pasión de los aficionados de cada instituciones (ambas barras declaran ser acérrimas una a la otra dedicándose cánticos propios), se expresa siendo sus duelos particulares los de mayor nivel de convocatoria promedio desde 2010 en comparativa a los otros dos clásicos[cita requerida] . La búsqueda constante del marketing televisivo nacional  por generar aún más morbo por la supremacía en el fútbol nacional, dado que para 2024, son los equipos más ganadores en Liga Mayor (con 19 títulos los tigrillos y 18 los albos respectivamente) lo han catalogado como «el nuevo clásico nacional» [cita requerida] en los últimos años, en detrimento que ha venido manejando el C.D Águila vs C.D. FAS.

### Historial
| \| Torneo \| PJ \| ALI \| E \| FAS \| Goles ALI \| Goles FAS \| \| --------------------------------------- \| --- \| --- \| -- \| --- \| --------- \| --------- \| \| Primera División (Profesional) \| 270 \| 89 \| 87 \| 94 \| 329 \| 338 \| \| Torneo Centroamericano / Concachampions \| 1 \| 0 \| 1 \| 1 \| 0 \| 2 \| \| Total Oficiales \| 271 \| 89 \| 88 \| 95 \| 329 \| 340 \| - Datos actualizados a 5 de Abril del 2025 |     |     |    |     |           |           |
| Torneo | PJ  | ALI | E  | FAS | Goles ALI | Goles FAS |
| Primera División (Profesional) | 270 | 89  | 87 | 94  | 329       | 338       |
| Torneo Centroamericano / Concachampions | 1   | 0   | 1  | 1   | 0         | 2         |
| Total Oficiales | 271 | 89  | 88 | 95  | 329       | 340       |

## Clásico Centro-Oriente
El también conocido como el "Clasico de las Mayorías" es un encuentro que disputan los equipos Alianza Fútbol Club y Club Deportivo Águila, su rivalidad data desde Liga de Ascenso en 1957, cuando ambos clubes buscaban subir a la Primera categoría. 
Se considera que este fue el enfrentamiento que dominó el escenario salvadoreño desde las décadas de los 70's y 80's [cita requerida] dados los duelos particulares que vivieron en dichos años donde tuvieron las mayores convocatorias de aficionados al Estadio Cuscatlán para un enfrentamiento final, en la Temporada 1975-76 con 45, 700 aficionados [cita requerida]  y la Temporada 1986-87 con 44,000 espectadores respectivamente [cita requerida] hito nunca alcanzado nuevamente, mismo que provocó que rotativos como La Prensa Gráfica y El Diario de Hoy en sus ediciones deportivas y cronistas de la mayor parte de medios del fútbol local le colocaran el encabezado de «el clásico nacional» de manera constante hasta al menos inicios de los 90's, cuando ambos clubes (sobre todo el equipo emplumado) cayeron en menor rendimiento en cuanto a títulos y minando los duelos definitorios entre ellos.
El roce entre sus aficiones organizadas (Ultra Blanca  por Alianza F. C.y Super Naranja C. D. Águila respectivamente) se manifestó desde finales de la década de los 90's [cita requerida] también se ve palpable en cánticos particulares una con la otra, y en las nuevas agrupaciones de seguidores que han surgido posteriormente.

### Historial
- Actualizado a 13 de abril de 2025.

| Competencia                               | PJ  | Águila | Empate | Alianza | Goles de Águila | Goles de Alianza |
| ----------------------------------------- | --- | ------ | ------ | ------- | --------------- | ---------------- |
| Primera División                          | 242 | 93     | 62     | 88      | 337             | 328              |
| Torneo Centroamericano / Concachampions   | 1   | 1      | 0      | 0       | 1               | 0                |
| Copa Fraternidad / Copa Interclubes Uncaf | 6   | 3      | 1      | 2       | 10              | 11               |
| Segunda División                          | 2   | 1      | 1      | 0       | 2               | 0                |
| Supercopa de El Salvador                  | 1   | 1      | 0      | 0       | 1               | 1                |
| Total                                     | 252 | 99     | 64     | 90      | 351             | 340              |

## Otros «Clásicos menores» y Derbis

### Clásico Joven
El Clásico Joven es un partido de fútbol que enfrenta a dos de los equipos más populares y exitosos del futbol salvadoreño en la década de los 90's, Alianza y Luis Ángel Firpo, dándose una histórica rivalidad que mantienen desde finales del siglo XX.
Se inició con el surgimiento del Luis Ángel Firpo como uno de los protagonistas en finales del futbol salvadoreño, mismos con quienes el club "paquidermo" se encontró en 6 finales del fútbol salvadoreño, dándose ellas en los torneos de 1989-1990, 1991-92, 1992-93, 1996-1997, Clausura 1998 y Apertura 2001. Así como otros enfrentamientos en semifinales y durante torneos posteriores, los cuales definieron la clasificación de ambos equipos a las instancias finales del torneo y alimentaron el duelo particular..

#### Historial
- Actualizado a 9 de abril de 2025.

| Competencia                             | PJ  | Alianza | Empate | Firpo | Goles de Alianza | Goles de Firpo |
| --------------------------------------- | --- | ------- | ------ | ----- | ---------------- | -------------- |
| Primera División                        | 209 | 86      | 66     | 62    | 307              | 259            |
| Torneo Centroamericano / Concachampions | 1   | 0       | 0      | 1     | 0                | 1              |
| Copa Centroamericana de Concacaf        | 1   | 1       | 0      | 0     | 5                | 2              |
| Total                                   | 211 | 86      | 66     | 63    | 312              | 262            |

### Derbi santaneco
El enfrentamiento fútbolistico entre Isidro Metapán y FAS, también llamado Derbi Santaneco, nació por la cercanía geográfica de ambos clubes, enraizados en el mismo departamento de Santa Ana. En la actualidad, el derbi se ha convertido por su trascendencia en un partido seguido a nivel nacional siendo en su mayoría el plato fuerte de la fecha cuando se enfrentan ambos equipos. 
Es derbi más importante del país si tenemos en cuenta la sumatoria de títulos oficiales obtenidos por ambos clubes (31), solamente detrás de los tres grandes clásicos: Superclásico salvadoreño, Clásico Centro - Oriente y el Clásico Centro-Occidente . Además, ambas instituciones se posicionan en los primeros seis puestos en cantidad de puntos sumados en la historia de la Primera División (FAS 1° e Isidro Metapán 6°).
Los aficionados de ambos clubes se consideran acérrimos, en la gran mayoría de parte de FAS, esto tras eliminaciones a manos de Isidro Metapán en torneos que significaron auténticos "batacazos" para la institución tigrilla. En el Apertura 2013, Isidro Metapán y FAS protagonizaron la final de ese torneo con victoria de Isidro Metapán 1 - 0.

#### Historial
- Actualizado a 12 de abril de 2025.

| Torneos          | Partidos jugados | Ganados FAS | Empatados | Ganados Metapán | Goles de FAS | Goles de Metapán |
| ---------------- | ---------------- | ----------- | --------- | --------------- | ------------ | ---------------- |
| Primera División | 111              | 36          | 36        | 42              | 140          | 140              |
| Total general    | 111              | 36          | 36        | 42              | 140          | 140              |

### Derbi oriental
Disputado por los dos clubes más importantes de la zona oriental de El Salvador: Águila y Luis Ángel Firpo.
La gran rivalidad histórica conque se vive dicho encuentro, lo cataloga como uno de los más atractivos y pasionales de El Salvador. La rivalidad surge por su cercanía geográfica y por la gran división entre los apasionantes hinchas y aficionados de ambos clubes en la zona oriental del país. El Derbi Oriental es la gran atracción de la jornada cada vez que se disputa por como se caracteriza sus juegos y sus hinchadas tomando protagonismo en cada momento del encuentro.

#### Historial
- Datos actualizados a 6 de abril de 2025.[6]

| Competición                  | P.J. | Ganó AGU | P.E. | Ganó FIR | Goles AGU | Goles FIR |
| ---------------------------- | ---- | -------- | ---- | -------- | --------- | --------- |
| Primera División El Salvador | 224  | 87       | 73   | 64       | 300       | 259       |
| Total partidos oficiales     | 224  | 87       | 73   | 64       | 300       | 259       |

### Otros derbis destacados
Otros clásicos del Fútbol en El Salvador son: 
- Derbi Migueleño: enfrenta a dos importantes clubes de la ciudad de San Miguel siendo los protagonistas Club Deportivo Águila y Club Deportivo Dragon. Si bien ambos comparten el mismo recinto deportivo, el Estadio Juan Francisco Barraza está popularmente señalado por el "Aguila".                                                                                                                                                                  La serie histórica cuenta un total de 91 partidos disputados con un total de 55 victorias de Club Deportivo Águila otros 26 empates y con 10 victorias de Club Deportivo Dragón dejando 172 goles a favor de Club Deportivo Águila y 72 goles marcados por parte de Club Deportivo Dragón. 26 de marzo de 2025[7]

- Derbi Capitalino: es un encuentro futbolístico que se juega entre Atlético Marte y los albos del Alianza. Es llamado así ya que ambos están localizados en la ciudad de San Salvador capital de El Salvador. La rivalidad entre los marcianos (Atlético Marte) y el conjunto albo (Alianza) se alimenta principalmente por ser ambos cuadros de la capital salvadoreña y sobre todo por la final navideña de la temporada de 1985.                                                                                                                                                              La serie histórica cuenta un total de 198 partidos disputados con un total de 87 victorias de Alianza otros 61 empates y con 50 victorias de Atlético Marte dejando un total de 320 goles a favor de Alianza y 217 goles por parte de Atlético Marte. 2 de abril de 2023